# Adele Schönfeld
Adele Schönfeld (* 28. Juli 1888 in Frankfurt am Main; † 22. Juni 1953 in London-Wandsworth) war eine deutsche Schauspielerin.

## Leben
Die Tochter des Schauspielers und Regisseurs Carl Schönfeld begann ihre Theaterlaufbahn am 9. November 1904 mit der Rolle der kleinen Perdita in William Shakespeares Ein Wintermärchen. Frühe Theaterstationen vor Ausbruch des Ersten Weltkriegs waren Weimar (Hoftheater) und Köln (Vereinigte Stadttheater). In ihrer Frühzeit belegte Adele Schönfeld das Fach der jugendlichen Liebhaberin. Sie spielte unter anderem die Marianne in Die Geschwister, das Klärchen in Egmont und das Gretchen im Faust, allesamt Stücke aus der Feder Goethes.
Auch in den frühen 1920er-Jahren blieb sie Köln verbunden, wechselte aber noch im selben Jahrzehnt, mittlerweile mit einem Engländer verheiratet, als Adele Schönfeld de St. George an das Schauspielhaus Bochum, damals noch Teil der Vereinigten Stadttheater Duisburg-Bochum, wo der Intendant Saladin Schmitt ihr großer Förderer wurde.
Lange Zeit blieb die gemäß der NS-Rassengesetzgebung „halbjüdische“ Künstlerin nach 1933 unbehelligt. Erst im Sommer 1938 wurde das Propagandaministerium auf sie aufmerksam.

„Die Goebbels-Behörde zeigte sich in einem Schreiben an den Oberbürgermeister der Stadt Bochum über die Tatsache verwundert, daß die Künstlerin, die noch im Oktober des Vorjahres anläßlich der Präsentation der II. Deutschen Shakespearewoche in Bochum Hitler-Stellvertreter Rudolf Heß bei einer Gratulationscour die Hand schütteln mußte, noch immer an der von dem renommierten Theatermacher Prof. Dr. Saladin Schmitt geleiteten Städtischen Bühne beschäftigt wurde. Da die mittlerweile 50jährige Schauspielerin für die für das Frühjahr 1939 avisierte Hebbel-Woche benötigt wurde, erfolgte ihre erzwungene Entlassung erst unmittelbar darauf.“

Adele Schönfeld emigrierte daraufhin in die Heimat ihres Mannes und fand in London Beschäftigung bei der BBC. Sie starb Mitte 1953 in London-Wandsworth.